# 异色狸藻
异色狸藻（学名：Utricularia heterochroma）為狸藻屬似多年生极小型食虫植物。其种加词“heterochroma”来源于希腊文“heteros”和“khroma”，意为“其他的”和“颜色”。其为委内瑞拉的特有种。模式产地位于普塔里山（Ptari-tepuí）。此外在托龙诺山（Toronó-tepuí）存在两处分布，在阿帕卡拉山（Apacara-tepuí）存在一处分布，在塞拉尼亚·瓜奈（Serrania Guanay）存在一处分布，及在驰曼塔山（Chimantá）存在数处分布。其作为一种流水植物生长于瀑布旁潮湿砂岩壁上的苔藓中。海拔分布范围为1760米至2450米。1953年，朱利安·阿尔弗雷德·斯特耶马克正式描述了异色狸藻。